# I racconti del maresciallo (miniserie televisiva 1968)
I racconti del maresciallo è una serie televisiva in sei puntate ispirata all'omonima raccolta di racconti polizieschi di Mario Soldati I racconti del maresciallo.
La fiction andò in onda fra il 12 gennaio e il 23 febbraio 1968 sul canale della Rai Secondo Programma.
Il ruolo principale del maresciallo Luigi "Gigi" Arnaudi era interpretato dall'attore Turi Ferro, coadiuvato dallo stesso autore Soldati nel ruolo di se stesso. Il personaggio del Maresciallo nell'originale letterario è piemontese (e il cognome è tipicamente piemontese), mentre nello sceneggiato televisivo è un siciliano (come Turi Ferro) che si trova da molto tempo al Nord.
Nel 1984 fu realizzata un'altra serie, sempre su testi scritti da Mario Soldati, per la regia di suo figlio Giovanni; il protagonista era interpretato da Arnoldo Foà.
Altri interpreti sono stati:
- Marina Lando (la signora Arnaudi, apparsa in due episodi)
- Giulio Maculani (il guardiacaccia Giulio, anch'egli presente in due episodi)
- Antonella Della Porta (Betty Pastore, nell'episodio I ravanin)
- Wanda Benedetti (la portiera, nell'episodio Il sospetto)
- Dany París (Malvina, nell'episodio I ravanin)

## Episodi
| nº | Titolo                     | Prima visione    |
| -- | -------------------------- | ---------------- |
| 1  | Il mio amico Gigi          | 12 gennaio 1968  |
| 2  | I bei denti del sciur Dino | 19 gennaio 1968  |
| 3  | Il sospetto                | 26 gennaio 1968  |
| 4  | Il berretto di cuoio       | 9 febbraio 1968  |
| 5  | I ravanin                  | 16 febbraio 1968 |
| 6  | Cuori semplici             | 23 febbraio 1968 |